# Sebastes notius
Sebastes notius är en fiskart som beskrevs av Chen, 1971. Sebastes notius ingår i släktet Sebastes och familjen kungsfiskar. Inga underarter finns listade i Catalogue of Life.